# بوکا (سچانگ)
بوکا (به صربی: Boka) یک منطقهٔ مسکونی در صربستان است که در Sečanj Municipality واقع شده‌است. بوکا ۱٬۷۳۴ نفر جمعیت دارد و ۵۳ متر بالاتر از سطح دریا واقع شده‌است.